# Bufera d'amore
Bufera d'amore (Le Ruisseau) è un film del 1938 diretto da Maurice Lehmann e Claude Autant-Lara.

## Trama
L'ufficiale di marina Paul conosce Denise a bordo della sua nave. Denise è una giovane donna ingenua e orfana, scappata da un orfanotrofio. Paul ne approfitta per sedurla.